# San Ignacio (Baja California Sur)
San Ignacio es una población del estado mexicano de Baja California Sur, localizado al norte del estado, entre las poblaciones de Guerrero Negro y Santa Rosalía.

## Historia
Lo que hoy es el pueblo de San Ignacio fue originalmente un asentamiento de indígenas cochimíes denominada como Kadakaamán, con la llegada de los misioneros jesuitas a la región, se convirtió en un pueblo de visita y en el año de 1728 el padre Juan Bautista Luyando fundó oficialmente la misión con el nombre de Misión de San Ignacio de Kadakaamán, asentada en un fértil oasis en medio del desierto formado por el río San Ignacio en que abundan las palmas datileras, el establecimiento de los misioneros y los indígenas que se asentaron en él hicieron prosperar la agricultura, convirtiéndola en su momento en la más próspera misión de la Baja California, su iglesia es una de las más destacadas y mejor conservadas entre las antiguas misiones jesuíticas, su construcción fue iniciada en 1733 por el padre jesuita Fernando Consag, que sin embargo no la vería terminada debido a su fallecimiento y a la posterior expulsión los jesuitas decretada por el rey Carlos III de España, por ello fue terminada en el año de 1786 cuando la misión estaba a cargo del sacerdote dominico Juan Crisóstomo Gómez.

## Geografía y demografía
San Ignacio se localiza al norte de Baja California Sur, a 74 kilómetros al oeste de Santa Rosalía y a 149 kilómetros al sureste de Guerrero Negro; sus coordenadas geográficas son 27°16′57″N 112°53′41″O / 27.28250, -112.89472 y se encuentra a una altitud de 120 metros sobre el nivel del mar, su principal vía de comunicación es la Carretera Federal 1 que cruza a unos metros al norte del poblado, con que se une mediante una corta desviación; la población se encuentra asentada en el fértil valle del Río San Ignacio que irriga la zona convirtiéndola en un oasis en medio del desierto, el río San Ignacio desciende desde la Sierra de San Francisco y continúa hacia el sur hasta desembocar en la Laguna San Ignacio, una laguna costera en el Océano Pacífico, famosa mundialmente por ser uno de los principales lugares de apareamiento de la Ballena gris en los meses de invierno, San Ignacio es la principal vía de acceso a la laguna, con que la une una carretera secundaria que termina a 58 kilómetros al sur en la pequeña población de Laguna San Ignacio y que forma parte de la Reserva de la Biósfera Desierto de El Vizcaíno.
De acuerdo a los resultados del Conteo de Población y Vivienda de 2005 realizado por el Instituto Nacional de Estadística y Geografía la población total de San Ignacio es de 719 habitantes, de los cuales 369 son hombres y 350 son mujeres.